# Joan z Arkádie
Joan z Arkádie (v anglickém originále Joan of Arcadia) je americký rodinný dramatický fantasy televizní seriál. Seriál se původně vysílal v pátek od 20 do 21 hodin na CBS od 26. září 2003 do 22. dubna 2005. Název vychází z legendy o Johance z Arku (anglicky Joan of Arc) a je zasazen do fiktivního města Arkádie v americkém státě Maryland.

## Děj
Bůh se zdá Joan a připomíná jí její sliby, které dala, když nechá jejího bratra Kevina po autonehodě žít. Kevin nakonec zůstane ochrnutý na nohy. Bůh se Joan zjevuje v podobě různých lidí jako jsou malé děti, dospívající chalpci, starší dámy nebo jen náhodní kolemjdoucí a žádá po ní plnění různých úkolů.
Při jednom z úkolů je Joan požádána, aby pozvala na školní ples samotářského tyrana ze školy. I přes odpor její matky a zástupce ředitele školy pokračuje v plnění úkolu. Na plese se ukáže, že si Joanin partner vzal na ples alkohol. Zástupce ředitele ho proto vyhodí z plesu. V hněvu chlapec vyhrožuje pistolí náčelníku policie Willu Girardimu (Joaninu otci) a je zatčen. Joan se později od Boha dozví, že tak zabránila smrti tuctu studentů a učitelů, kteří by byli zastřeleni.
V seriálu není žádná zmínka o „pravé“ víře. Spíše než bibli cituje Bůh Boba Dylana, Emily Dickinsonovou a Beatles. Kromě toho je Bůh zobrazován s velmi lidskou osobností.

## Obsazení

### Hlavní role
- Amber Tamblynová – Joan Girardiová
- Joe Mantegna – Will Girardi – otec Joan, Kevina a Lukea; šéf policie v Arkádii
- Mary Steenburgen – Hellen Girardiová – matka Joan, Kevina a Lukea; sekretářka a učitelka umění na gymnáziu v Arkádii
- Jason Ritter – Kevin Girardi – prvorozené dítě v rodině Girardiů; po autonehodě ochrnutý na nohy; pracuje pro místní noviny
- Michael Welch – Luke Girardi
- Chris Marquette – Adam Rove – přítel Joan, talentovaný umělec
- Becky Wahlstrom – Grace Polková – kamarádka Joan a Adama, Lukeova přítelkyně

### Vedlejší role
- Aaron Himelstein – Friedman – Lukeův nejlepší přítel
- Mageina Tovah – Glynis Figliolová – Lukeova kamarádka, jeden čas i přítelkyně
- Sprague Grayden – Judith Montgomery – Joanina kamarádka z psychiatrického tábora
- Mark Totty – detektiv Carlisle
- Elaine Hendrix – paní Lischaková – učitelka chemie a fyziky
- Patrick Fabian – Gavin Price – zástupce ředitele na gymnáziu v Arkádii
- Annie Potts – Lucy Prestonová – poručík oddělení policie v Arkádii
- Derek Morgan – Roy Roebuck
- Wentworth Miller – Ryan Hunter – mladý milionář, který mluví s Bohem; objevuje se na konci druhé řady
- David Burke – Ken Mallory Přítel Hellen a farář v blízkém kostele
- Constance Zimmer – sestra Lilly Watters

## Lokace
Panorama Arkádie a ostatní venkovní scény byly točeny ve Wilmingtonu ve státě Delaware.

## Epizody
Celkem bylo v letech 2003–2005 natočeno a odvysíláno 45 dílů rozdělených do dvou řad.

## Ocenění
První řada seriálu zažila úspěch a získala People's Choice Award (2004). Také byla nominována na cenu Emmy a Zlatý glóbus (2004). I přesto se úspěch první řady nezopakoval.